# Estación Cosme e Damião
La Estación Cosme e Damião es una de las estaciones del Metro de Recife, situada en Recife, entre la Estación Rodoviária y la Estación Camaragibe.
Fue inaugurada en 2013 y atiende a habitantes y trabajadores del barrio de Várzea, en Recife. Es la estación más próxima del Arena Pernambuco, y por ello también atiende al público del Clube Náutico Capibaribe.